# Nasua olivacea
Il coati di montagna (Nasua olivacea (Gray, 1865), sinonimo: Nasuella olivacea), noto anche come coati minore, è un mammifero carnivoro appartenente alla famiglia dei Procionidi (Procyonidae).

## Descrizione
Il coati di montagna è simile al coati rosso, ma è alquanto più piccolo e ha una coda più corta. La sua pelliccia folta e ruvida è di colore grigio-brunastro, rosso-brunastro o rosso volpe, a seconda della sottospecie, e la coda è anellata di giallo-grigiastro e marrone scuro. Come gli altri coati, ha un muso allungato e molto mobile che ricorda una proboscide molto corta, anche se il cranio è ancora più allungato. Presenta una lunghezza testa-corpo di 36-39 centimetri e una lunghezza della coda di 20-24 centimetri.

## Distribuzione e habitat
I coati di montagna vivono in Colombia, Venezuela occidentale ed Ecuador nelle foreste di montagna, ad altitudini comprese tra 2000 e 3200 metri sul livello del mare.

## Biologia
Le abitudini dei coati di montagna sono poco conosciute. Come gli altri coati, probabilmente vivono soprattutto sul terreno e sono attivi durante il giorno. I maschi conducono un'esistenza solitaria e sono rigorosamente territoriali, mentre le femmine e i giovani vivono in gruppo. La loro dieta è costituita principalmente da insetti, dei quali vanno in cerca sul terreno utilizzando il naso mobile; si nutrono anche di piccoli vertebrati ed eventualmente di frutta.

## Tassonomia
Il coati di montagna venne descritto scientificamente per la prima volta nel 1865 dallo zoologo britannico John Edward Gray. Nel 1915 lo zoologo americano Ned Hollister introdusse il genere Nasuella, con il coati di montagna come unica specie. Nel 2021 il coati di montagna è stato inserito nel genere Nasua, poiché gli studiosi non hanno riscontrato né nel cariotipo né nel DNA mitocondriale prove sufficienti per collocare la specie in un genere indipendente.
Ne vengono riconosciute tre sottospecie distinte:
- N. o. olivacea Gray, 1865;
- N. o. meridensis Thomas, 1901;
- N. o. quitensis Lönnberg, 1913.

L'Unione internazionale per la conservazione della natura (IUCN), oltre a classificare ancora la specie nel genere Nasuella, riconosce due specie distinte di coati di montagna, una occidentale (Nasuella olivacea, comprendente le due sottospecie N. o. olivacea e N. o. quitensis) e l'altra orientale (Nasuella meridensis), limitata alla sola Cordigliera di Mérida.

## Conservazione
Fino a tempi recenti, la IUCN non aveva dati sufficienti per inserire il coati di montagna in una categoria di rischio specifica; ancora oggi i dati non sono pienamente sufficienti, ma bastano per valutare la specie come «prossima alla minaccia» (Near Threatened), soprattutto a causa della deforestazione, a cui il coati di montagna è particolarmente sensibile. Grave è invece la situazione della sottospecie N. o. meridensis, che la IUCN classifica come specie a sé, che viene invece considerata «in pericolo» (Endangered) per via della ridotta estensione e frammentazione del suo areale conosciuto (solo 5 località per un totale di circa 800 km²); occorrono tuttavia ulteriori ricerche per avere un quadro più chiaro. È inoltre da segnalare che questa sottospecie, a differenza delle altre, non sembra essere presente in alcuna area protetta.